# Woodlawn Park, Oklahoma
Woodlawn Park är en kommun (town) i Oklahoma County i Oklahoma.  Vid 2010 års folkräkning hade Woodlawn Park 153 invånare.